# Lecionário 8
O Lecionário 8 (designado pela sigla ℓ 8 na classificação de Gregory-Aland) é um antigo manuscrito do Novo Testamento, paleograficamente datado do Século XIV d.C..
Este codex contém lições dos evangelhos de Mateus, Lucas e João (conhecido como Evangelistarium). Foi escrito em grego, e actualmente se encontra na Biblioteca Nacional da França.